# 9 martie
ianuarie • februarie • martie  • aprilie  • mai  • iunie  • iulie  • august  • septembrie  • octombrie  • noiembrie  • decembrie
9 martie este a 68-a zi a calendarului gregorian și ziua a 69-a în anii bisecți. Mai sunt 297 de zile până la sfârșitul anului.

## Evenimente

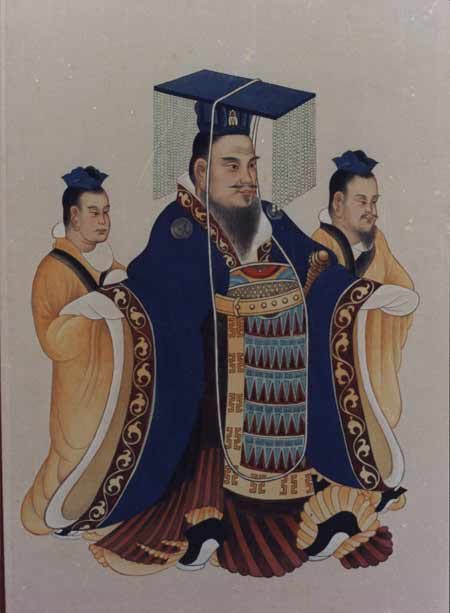
141 î.Hr.: Începe domnia de 54 de ani a Împăratul Wu din dinastia Han

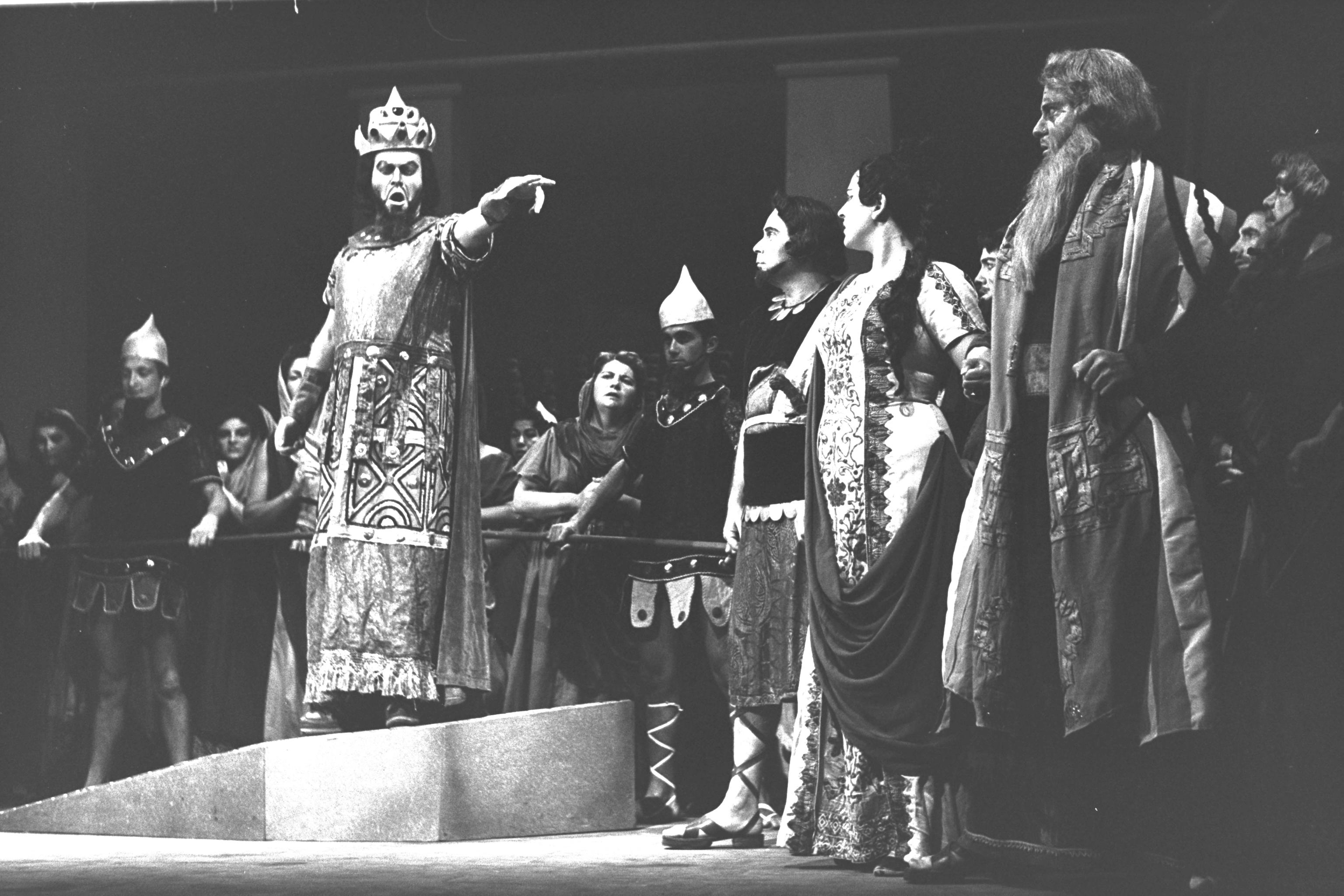
1842: A treia operă a lui Giuseppe Verdi, Nabucco, are premiera la Milano; succesul său îl stabilește pe Verdi drept unul dintre cei mai importanți compozitori de operă din Italia.

- 141 î.Hr.: Liu Che, cunoscut postum ca Împăratul Wu din dinastia Han, își asumă tronul asupra dinastiei Han din China.[1] Domnia sa a durat 54 de ani - un record care nu a fost doborât până la domnia împăratului Kangxi 1.800 de ani mai târziu.
- 1776: Este publicată Avuția națiunilor de economistul și filosoful scoțian Adam Smith.[2]
- 1796: Napoleon Bonaparte s-a însurat cu Josephine de Beauharnais, văduva unui ofițer francez executat.[3]
- 1811: Forțele paraguayane îl înving pe Manuel Belgrano în Bătălia de la Tacuarí.[4]
- 1831: A fost înființată Legiunea franceză străină, de către regele Franței Ludovic Filip I.
- 1842: A treia operă a lui Giuseppe Verdi, Nabucco, are premiera la Milano; succesul său îl stabilește pe Verdi drept unul dintre cei mai importanți compozitori de operă din Italia.[5]
- 1888: Odată cu moartea tatălui său Wilhelm I, Frederic al III-lea devine împărat al Imperiului german. Domnia sa se încheie după 99 de zile din cauza decesului cauzat de cancer de gât.
- 1916: Primul Război Mondial: Germania a declarat război Portugaliei.
- 1916: Revoluția mexicană: Pancho Villa conduce aproape 500 de raideri mexicani într-un atac împotriva orașului de frontieră Columbus, New Mexico.[6]
- 1945: Al Doilea Război Mondial: O lovitură de stat a forțelor japoneze în Indochina franceză îi îndepărtează pe francezi de la putere.[7]
- 1959: Păpușa Barbie își face debutul la Salonul de jucării de la New York.[8]
- 1961: Este lansat cu succes Sputnik 9 care are la bord un câine și un manechin uman și demonstrează că Uniunea Sovietică era pregătită să înceapă zborul spațial uman.[9]
- 1962: Începe construcția Teatrului 'Ahmanson'.
- 1967: Zborul 553 al Trans World Airlines s-a prăbușit într-un câmp din orașul Concord, Ohio, în urma unei coliziuni în aer cu un avion ușor Beechcraft Baront, ucigând 26 de persoane.[10]
- 1967: Svetlana Allilueva, fiica lui Stalin, s-a refugiat în SUA via ambasada americană din India.
- 1976: Patruzeci și două de persoane mor în dezastrul telecabinei Cavalese, cel mai grav accident de telecabină până în prezent.[11]
- 1987: Trupa rock U2 lansează albumul The Joshua Tree.
- 1991: Noul Tratat al Uniunii Europene a pus bazele conceptului de monedă unică (EURO, care a intrat în folosință în prima zi a anului 2002).
- 1991: La Belgrad, au loc demonstrații masive împotriva lui Slobodan Milošević. Doi oameni sunt uciși iar tancurile sunt pe străzi.
- 1997: Cometa Hale-Bopp – Observatorii din China, Mongolia și Siberia de Est sunt tratați cu o caracteristică dublă rară, deoarece o eclipsă permite ca Hale-Bopp să fie văzută în timpul zilei.[12]
- 2011: Are loc ultima aterizare pentru Naveta spațială Discovery care își încetează activitatea după 39 de zboruri.[13]

## Nașteri
- 1454: Amerigo Vespucci, explorator italian (d. 1512)
- 1564: David Fabricius, teolog, cartograf și astronom german (d. 1617)
- 1640: Jacques d'Agar, pictor francez (d. 1715)
- 1734: Marie-Suzanne Giroust, pictoriță franceză (d. 1772)
- 1753: Jean-Baptiste Kléber, general francez (d. 1800)
- 1756: Prințesa Louise de Saxa-Gotha-Altenburg (d. 1808)
- 1814: Taras Șevcenko, poet ucrainean (d. 1861)
- 1890: Viaceslav Molotov, politician rus (d. 1986)
- 1900: Prințul Aimone, Duce de Aosta, aristocrat italian (d. 1948)
- 1900: Marisa Mori, pictoriță italiană (d. 1985)
- 1906: Radu Boureanu, poet, prozator, traducător român (d. 1996)

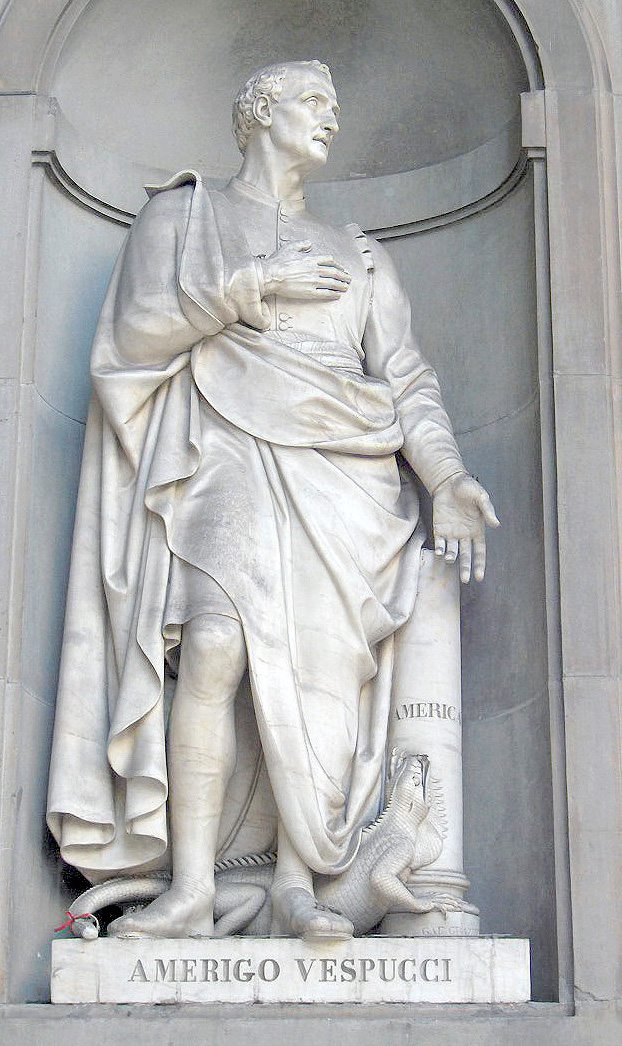
Amerigo Vespucci, explorator italian
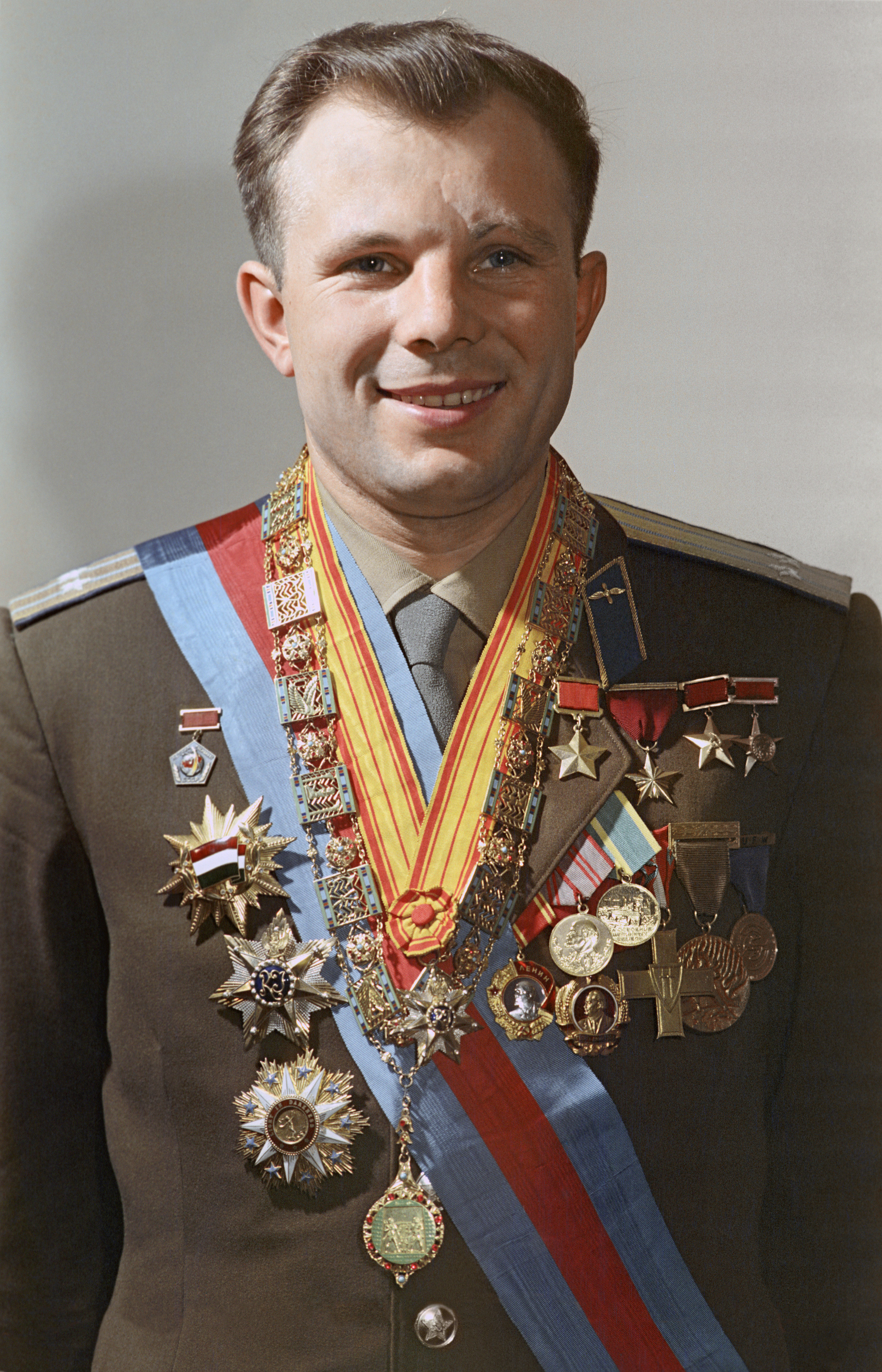
Iuri Gagarin, cosmonaut sovietic
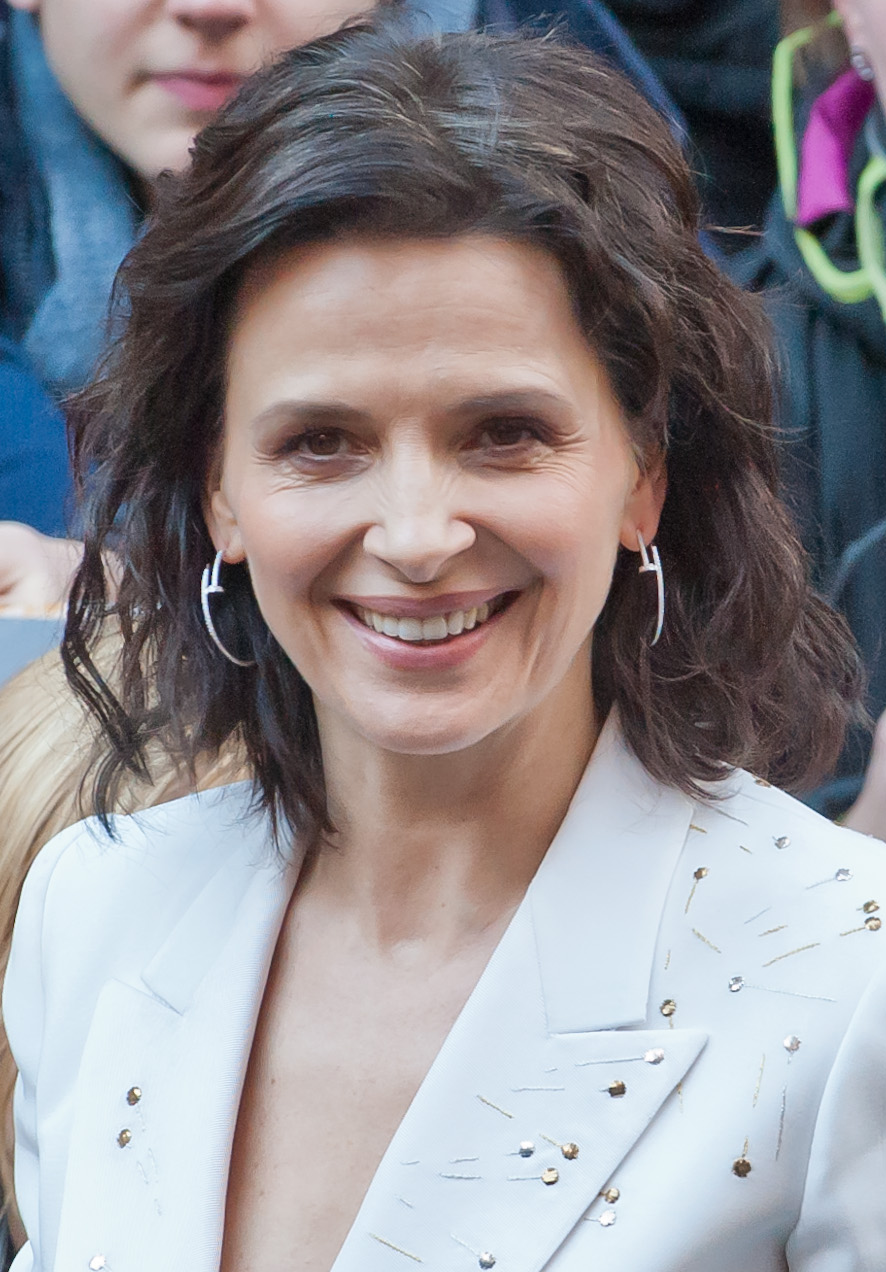
Juliette Binoche, actriță franceză

- 1934: Iuri Gagarin, cosmonaut sovietic (d. 1968)
- 1937: Alexandru Tatos, regizor român (d. 1990)
- 1942: Ion Caramitru, actor de teatru și film, regizor și politician român (d. 2021)
- 1943: Robert Fischer, șahist american (d. 2008)
- 1944: Ruxandra Garofeanu, critic de artă român (d. 2021)
- 1950: Dan Andrei Aldea, cântăreț, multi-instrumentist și compozitor român, fostul lider al trupei Sfinx (d. 2020)
- 1950: Ionel Alexandru, politician român
- 1954: Policarp Malîhin, caiacist român
- 1954: Teodor Anghelini, fotbalist român
- 1955: Ornella Muti, actriță italiană
- 1956: Alejandro Giammattei, politician guatemalez, al 51-lea președinte al Guatemalei (2020 - 2024)
- 1957: Dan Merișca, scriitor român de science-fiction (d. 1991)
- 1958: Linda Fiorentino, actriță americană
- 1958: Cornelia Catangă, interpretă de muzică lăutărească din România (d. 2021)
- 1964: Juliette Binoche, actriță franceză
- 1973: Rona Hartner, actriță de film, cântăreață, compozitoare și textieră română (d. 2023)
- 1989: Kim Tae-yeon, cântăreață coreeana

## Decese
- 1661: Jules Mazarin, cardinal, om politic francez (n. 1602)
- 1724: Ernest Frederick I, Duce de Saxa-Hildburghausen (n. 1681)
- 1764: Petru Pavel Aron, episcop român unit, fondatorul școlilor Blajului (n. 1709)
- 1798: Sophia Dorothea de Brandenburg-Schwedt (n. 1736)
- 1847: Mary Anning, paleontologă și geologă britanică (n. 1799)
- 1851: Hans Christian Ørsted, fizician și chimist danez (n. 1777)
- 1867: Prințesa Sofia de Saxonia, ducesă a Bavariei (n. 1845)
- 1870: Théodore Labarre, compozitor și harpist francez (n. 1805)
- 1878: Mirza Fatali Akhundov, scriitor și filozof azer (n. 1812)
- 1888: Regele Wilhelm I al Germaniei (n. 1797)

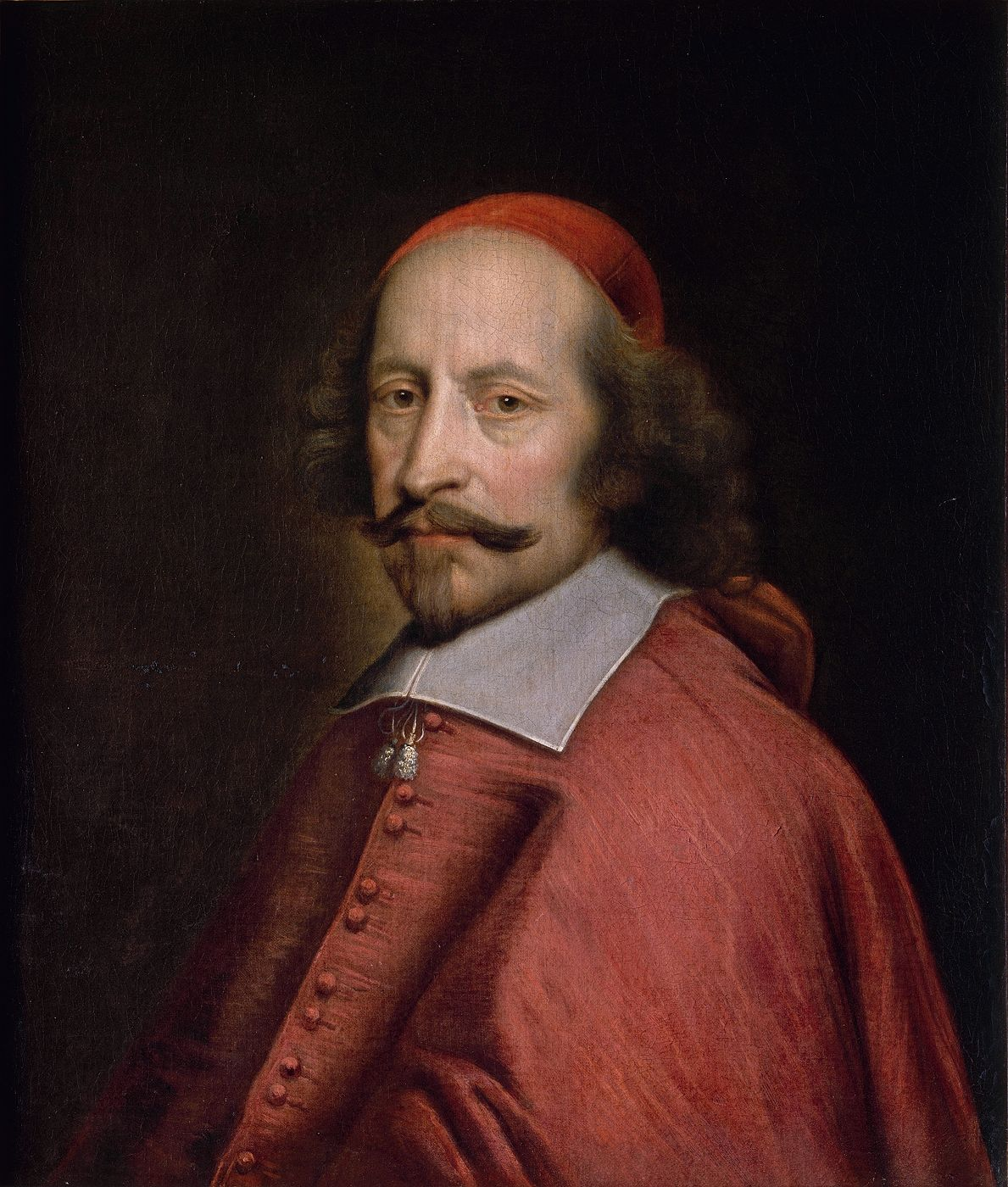
Jules Mazarin, prim-ministru al Franței
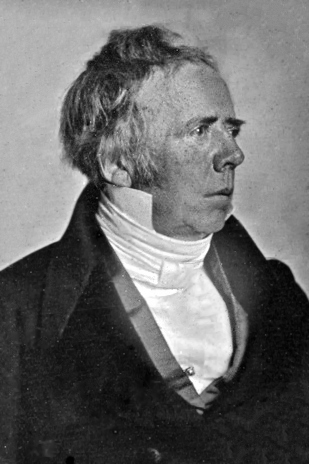
Hans Christian Ørsted, fizician și chimist danez
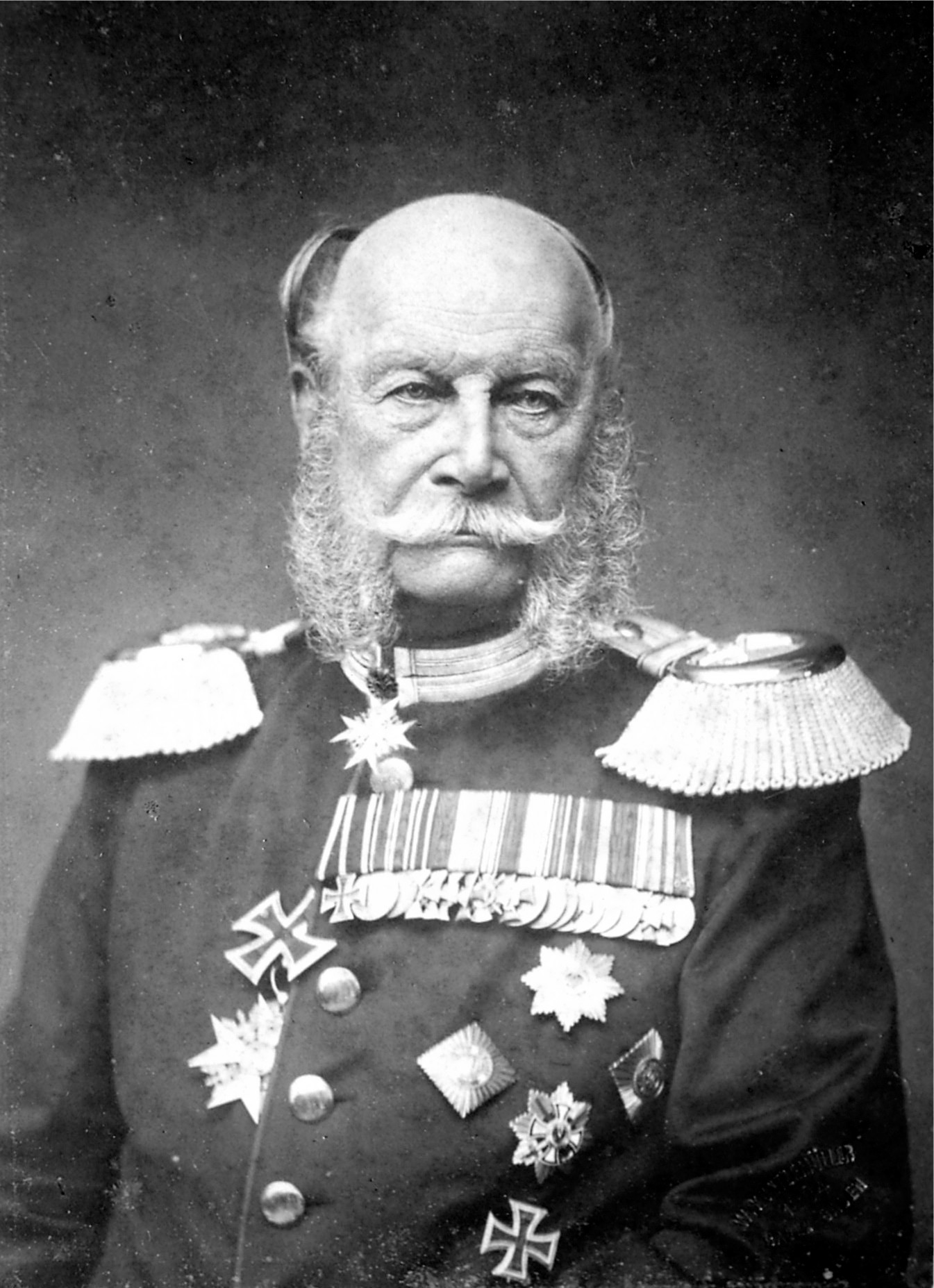
Wilhelm I, primul împărat al Germaniei

- 1928: Carol Schmidt, primar al Chișinăului (n. 1846)
- 1929: Theodor Dimitrie Speranția, scriitor și folclorist român (n. 1856)
- 1944: Grigore Antipa, biolog român (n. 1867)
- 1961: Cezar Petrescu, scriitor român (n. 1892)
- 1964: Paul Emil von Lettow-Vorbeck, general-maior german, comandant al forțelor militare coloniale german (n. 1892)
- 1966: Duiliu Marcu, arhitect român, membru titular al Academiei Române (n. 1885)
- 1971: Ion I. Agârbiceanu, fizician român, membru corespondent al Academiei Române (n. 1907)
- 1994: Charles Bukowski, scriitor american (n. 1920)
- 1994: Fernando Rey, actor spaniol (n. 1917)
- 1996: George Burns, actor și scenarist american (n. 1917)
- 1996: Alberto Pellegrino, scrimer italian (n. 1930)

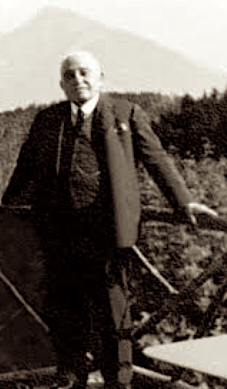
Grigore Antipa, biolog român
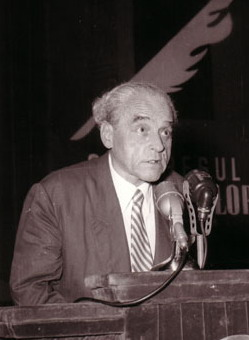
Cezar Petrescu, scriitor român
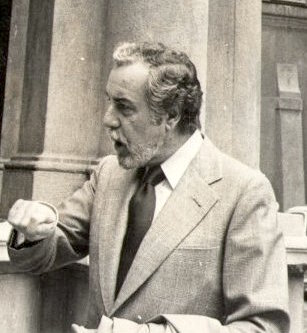
Fernando Rey, actor spaniol

- 2006: Geir Ivarsøy, programator norvegian (n. 1957)
- 2006: Laura Stoica, cântăreață română (n. 1967)
- 2010: Gheorghe Constantin, fotbalist și antrenor român (n. 1932)
- 2012: Dan Damian, actor român (n. 1927)
- 2015: Marcel Dragomir, compozitor român (n. 1944)

## Sărbători
- Sfinții 40 Mucenici din Sevastia (în calendarul ortodox)
- Sf. Francisca Romana (în calendarul romano-catolic)
- Tibet: Ziua Memoriei, pentru marcarea zilei în care Dalai Lama a emigrat în India
- România -- Ziua Deținuților Politici Anticomuniști din Perioada 1944-1989 (prin Legea 247 din 5 decembrie 2011)
- Ziua Internațională a Rinichiului Arhivat în 18 martie 2023, la Wayback Machine.